# Derek Ogilvie
Derek George Ogilvie (Paisley, 21 februari 1965) is naar eigen zeggen een medium en 'babyfluisteraar'. Hij komt uit Paisley in Schotland en woont in Limassol in Cyprus. Ogilvie is een van de succesvolste tv-mediums in Europa. Hij heeft meer dan honderd uur primetime-tv-programma's gemaakt voor Channel 5, RTL 4 (Nederland) en VTM (België).

## Biografie
Ogilvie werd geboren in Schotland. Hij is de zoon van een verwarmingsmonteur en schoolkantinemedewerkster. Hij studeerde machinebouw aan het Paisley Technical College (1982-1987), nu bekend als de 'University of the West of Scotland', maar stopte met de opleiding in zijn laatste jaar.
In de jaren 80 en 90 bezat Ogilvie een gitaarwinkel, diverse bars en een nachtclub in Glasgow. Hij begon zijn carrière als medium in 2001 toen zijn radioprogramma Psychic Sunday werd uitgezonden bij het inmiddels opgeheven radiostation XFM Scotland. In deze periode schreef Ogilvie ook paranormale columns voor diverse lokale nieuwsbladen en organiseerde hij zijn eigen live-mediumshows, waarmee hij regelmatig langs de theaters in het westen van Schotland trok, waaronder het Pavilion Theatre (Glasgow).

## Groot-Brittannië en Ierland
Tussen 2002 en 2004 was Ogilvie als medium te zien in diverse tv-programma's zoals Living TV's Most Haunted en Scream Team. In Ierland was hij te zien als wekelijkse gast bij RTE. In 2004 kreeg hij een tv-contract bij Channel 5. De serie The Baby Mind Reader werd uitgezonden in de zomer van 2006. De serie werd verkocht aan landen als Nederland, Zweden, Australië, Noorwegen, VS, Duitsland en Polen. Ogilvie was het eerste medium met een netwerkserie in Groot-Brittannië.

## Nederland

### Baby's wil is wet
Dankzij het succes van de serie The Baby Mind Reader mocht Ogilvie in 2007 het tv-programma Baby's wil is wet presenteren voor RTL. Ook was hij de coproducent van dit programma. In dit opvoedkundige programma hielp Ogilvie kinderen met slaap-, eet-, spraak- en gedragsproblemen. Dankzij de hoge kijkcijfers werd de serie uitgebreid met acht extra afleveringen.

### The Ghost Whisperer
In het voorjaar van 2008 produceerde RTL The Ghost Whisperer. In deze serie van acht afleveringen maakte Ogilvie naar verluidt contact met overledenen. Dankzij de hoge kijkcijfers werden in de herfst van 2008 acht extra afleveringen uitgezonden.

### The Family Circle en Cross Country
In 2009 en 2010 produceerde RTL 3 extra seizoenen met shows van Ogilvie, gebaseerd op het paranormale genre. The Family Circle (mei en juni 2009) en Cross Country (mei en juni 2010, oktober tot december 2010).

### De Kinderfluisteraar
In 2011 produceerde RTL De kinderfluisteraar (oktober tot december 2011). In dit programma werkte Ogilvie met 16 gezinnen met probleemkinderen.

### Unexpected
In 2012 en 2013 produceerde RTL Unexpected. In dit programma toerde Ogilvie door Nederland en sprak mensen aan op straat, in hun eigen woonplaats, of in een theater. Hij maakte in dit programma gebruik van zijn vermeende capaciteiten als medium.

### Eerste Hulp Bij Opvoeden
Ook in 2012 en 2013 werd door RTL het programma Eerste hulp bij opvoeden geproduceerd en uitgezonden. In dit programma leefde Ogilvie twee weken lang intensief met een gezin samen en hielp ouders bij het oplossen van zowel de problemen in hun eigen leven als problemen met de opvoeding van hun kinderen.
Totaal werden er tussen 2007 en 2013 door RTL 9 series en 80 afleveringen met Ogilvie uitgezonden. Alle 9 series werden door RTL 4 en RTL 8 herhaald.

## België

### De Babyfluisteraar
In juni 2011 presenteerde Ogilvie, op primetime, De Babyfluisteraar, een serie van acht afleveringen van 60 minuten voor VTM. In de serie werkte hij met gezinnen met probleemkinderen.

## Verenigde Staten
In mei 2013 was Ogilvie, in zijn hoedanigheid als kinderfluisteraar, te zien als gast in The Ricki Lake Show. In dit programma vertelden drie gezinnen met probleemkinderen dat zij een positief effect konden waarnemen in het gedrag van hun kind, nadat ze slechts een paar dagen met Ogilvie hadden samengewerkt. Een moeder beweerde zelfs dat, na twee jaar van slapeloze nachten, Ogilvie het probleem met haar dochter, die niet kon praten, binnen 24 uur had opgelost. Door schijnbaar telepathisch contact te leggen met haar kind begreep Ogilvie meteen de achterliggende problemen.
Tussen 2014 en 2015 heeft Eyeworks (3 Ball) North America in Los Angeles twee pilots gemaakt met Ogilvie, gebaseerd op een Kinderfluisteraarformat voor het Amerikaanse netwerk 'WE'. Ogilvie wil graag in Amerika doorbreken als medium.

## Presentatie
Tijdens zijn tijd in Nederland presenteerde Ogilvie 4 afleveringen van Ik kom bij je eten, een wekelijks kookprogramma (juli en augustus 2009). Ook presenteerde hij acht afleveringen van Het zesde zintuig international (maart en april 2011), een programma waar diverse zelfverklaarde mediums uit de hele wereld met elkaar streden om de titel van 's werelds beste medium. Ogilvie verscheen als gast in diverse praatprogramma's in Groot-Brittannië, Nederland en België.

## Theatertournees
Ogilvie is een van de succesvolste buitenlandse theaterperformers in Nederland. Hij heeft maar liefst 300 theatershows gemaakt tussen 2008 en 2016. In 2010 stond hij met zijn eigen 'onemanshow' in het Koninklijk Theater Carré in Amsterdam.

## Boeken
Ogilvie heeft in Nederland twee boeken gepubliceerd:

### De Babyfluisteraar
De Nederlandse versie van zijn autobiografie.

### Baby's wil is wet
Een handleiding voor ouders, gebaseerd op de RTL 4-televisieserie Baby's wil is wet.

## Dvd

### Derek Ogilvie Live in the Theatre
Opgenomen in Amsterdam in 2009.

## Privé
Ogilvie is een dierenliefhebber en ondersteunt diverse goede doelen op het gebied van katten. Ook is hij een 'pescotariër'.

## Filmdocumentaire
In 2007 verscheen een tv-documentaire over Ogilvie bij Channel 5, Extraordinary People: The Million Dollar Mind Reader. Hij nam deel aan twee experimenten die zijn bewering dat hij de gedachten van baby's kon lezen, moesten bewijzen. Het lukte hem niet.
Tijdens een experiment in het Goldsmiths College in Londen, moest Ogilvie, onder testomstandigheden, proberen om zoveel mogelijk unieke informatie over diverse baby's te verkrijgen. Ogilvie kreeg hierbij niet de ouders te zien. Bij een gelegenheid werd een huilende en gestreste baby naar binnen gebracht door een kinderoppas. Naar de mening van de onderzoekers leek het erop dat Ogilvie gebruik maakte van cold reading om informatie van de oppas los te krijgen. Hij kon geen zinnige informatie aan de ouders van de baby verstrekken. Volgens de onderzoekers was Ogilvie niet in staat de gedachten te lezen van de baby. Ogilvie beweerde dat hij alleen maar kon doorgeven wat de baby telepathisch aan hem doorgaf.
Later vloog Ogilvie naar Miami, om deel te nemen aan een gecontroleerd laboratoriumexperiment, gemaakt door scepticus James Randi, met het testen van paranormale begaafdheid als doel. Een peuter in een andere kamer moest 10 speelgoedkeuzes maken. Ogilvie moest 6 van de 10 keuzes goed raden om zijn paranormale gave aan Randi te bewijzen. Mocht het hem lukken dan zou hij 1 miljoen dollar winnen. De eerste test was desastreus voor Ogilvie en werd meteen door hem verworpen toen hij hoorde dat Randi tijdens de test met het kind en zijn moeder had gecommuniceerd. Door dit te doen had Randi zich niet gehouden aan de van tevoren overeengekomen regels en te volgen procedures opgesteld door Ogilvie, Randi en het productieteam.
Ogilvie ging vervolgens akkoord met een tweede poging. Hij had maar 1 speelgoedkeuze van de 10 correct, zakte voor de test en verloor de weddenschap. Alleen al op basis van toeval was een juiste gok van 1 uit 10 te verwachten. De oorspronkelijke test en voorbereidingen voor de tweede test zijn compleet uit de documentaire gehaald alhoewel beide tests later door Randi werden gevalideerd toen hij bevestigde dat Ogilvie een score van 1 uit 20 had behaald.
In een laatste test onderwierp Ogilvie zichzelf aan een QEEG, een kwantitatieve EEG. Ogilvie bleef er bij psychotherapeut en neurofeedbacktherapeut, Gluck uit Coral Springs, op aandringen dat zijn gave echt was. Terwijl Ogilvie naar zijn voorhoofd wees zei hij dacht dat zijn gave te maken had met activiteit in de 'frontale kwab'. Gluck produceerde tabellen en grafieken die schijnbaar de mogelijkheid aantoonden dat het brein van Ogilvie gevoelig was voor emotionele en non-verbale communicatie in tegenstelling tot verbale of semantische communicatie. Op grond van de resultaten van de EEG concludeerde Gluck niet dat Ogilvie kon gedachtelezen, maar hij verklaarde in zijn rapport dat "er tijdens een reading van een kind, zeker objectieve veranderingen zijn waar te nemen in Ogilvie's EEG. In de EEG is te zien dat de grote hersenen aan de rechterkant dominant worden, met name aan de rechterkant van het achterhoofd, posterior planum temporale en de rechter laterale pariëtale kwab. Subcorticaal is er overactiviteit van de rechter frontale cortex tot 3 standaardafwijkingen, wat meer is dan bij 99,7% van de bevolking. Deze bewijzen samen geven aan dat er een stijging is in het verwerken van emoties, een daling van de semantische verwerking, een verhoogde staat van lichte trance, meer aandacht en waakzaamheid zonder slaperigheid en emotionele kalmering terwijl Ogilvie tegelijkertijd emotioneel alerter is. Hij (Ogilvie) verkeert in een staat die in associatie gebracht kan worden met communicatie van non-verbale en emotionele aard in tegenstelling tot een verbale- of semantische aard."

## Kritiek en beschuldiging van oplichting
In 2012 ontmaskerden de makers van het VARA-programma Rambam Ogilvie. Op alle vragen van Ogilvie over een overleden grootvader werd bevestigend geantwoord, tot groot genoegen van het aanwezige publiek. Een week later confronteerde RamBam Ogilvie met de, nog springlevende, grootvader. Een paar jaar later publiceerde Grazia naar aanleiding van onderzoek een artikel waarin Derek Ogilvie wederom openlijk beschuldigd werd van oplichting.